# Lyons (Nueva York)
Lyons es un pueblo ubicado en el condado de Wayne en el estado estadounidense de Nueva York. En el año 2000 tenía una población de 5,831 habitantes y una densidad poblacional de 60 personas por km². Lyons es también la sede de condado del condado de Wayne.

## Geografía
Lyons se encuentra ubicado en las coordenadas 43°03′35″N 76°59′33″O / 43.05972, -76.99250.

## Demografía
Según la Oficina del Censo en 2000 los ingresos medios por hogar en la localidad eran de $39,322, y los ingresos medios por familia eran $47,593. Los hombres tenían unos ingresos medios de $31,447 frente a los $25,990 para las mujeres. La renta per cápita para la localidad era de $18,483. Alrededor del 9.6% de la población estaban por debajo del umbral de pobreza.

## Cultura popular
Aquí se rodó la película de horror Lady in White (1988), del director Frank LaLoggia.